# 미사사정
미사사정(일본어: 三朝町)은 일본 돗토리현 중앙부에 있는 도하쿠군의 정이다.
돗토리현에서 2번째로 큰 정으로 국보인 산부쓰지와 명승지 오시카케이가 있고 세계 제일의 고농도 라듐 온천이 분출하는 미사사 온천이 있다.

## 인접한 자치체
- 돗토리현
  - 돗토리시
  - 구라요시시
  - 도하쿠군 유리하마정

- 오카야마현
  - 마니와시
  - 도마타군 가가미노정

## 역사
- 1953년 11월 1일 - 미사사촌·아사히촌·다케다촌·오시카촌·미토쿠촌이 신설 합병해 정으로 승격하였다.

## 교통

### 도로
- 국도 제179호선
- 국도 제482호선 (일본)(일본어판)